# ズグロチャキンチョウ

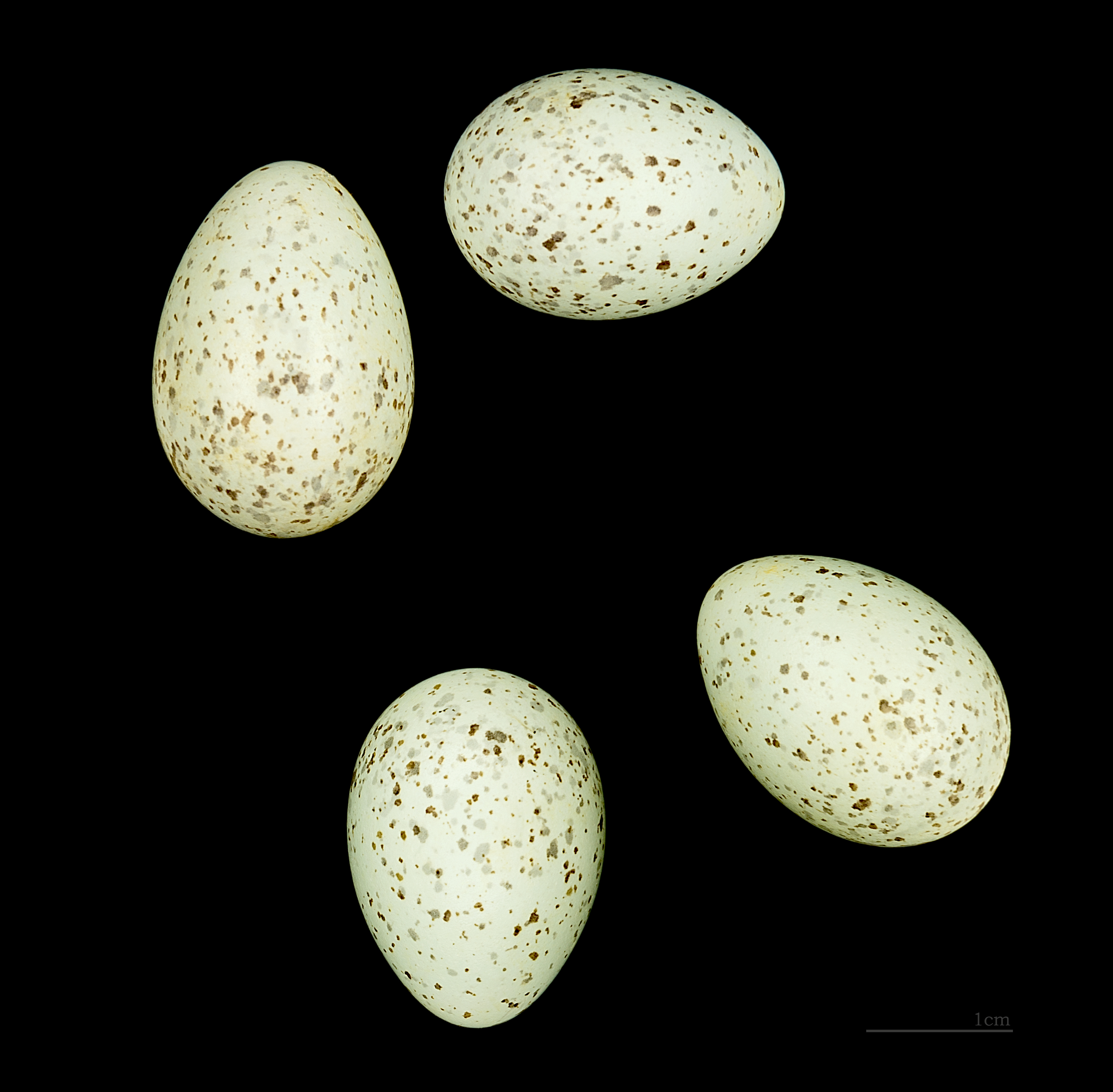
Emberiza melanocephala

ズグロチャキンチョウ （頭黒茶金鳥、学名：Emberiza melanocephala）は、スズメ目ホオジロ科に分類される鳥類の一種である。
日本では、迷鳥である。

## 画像

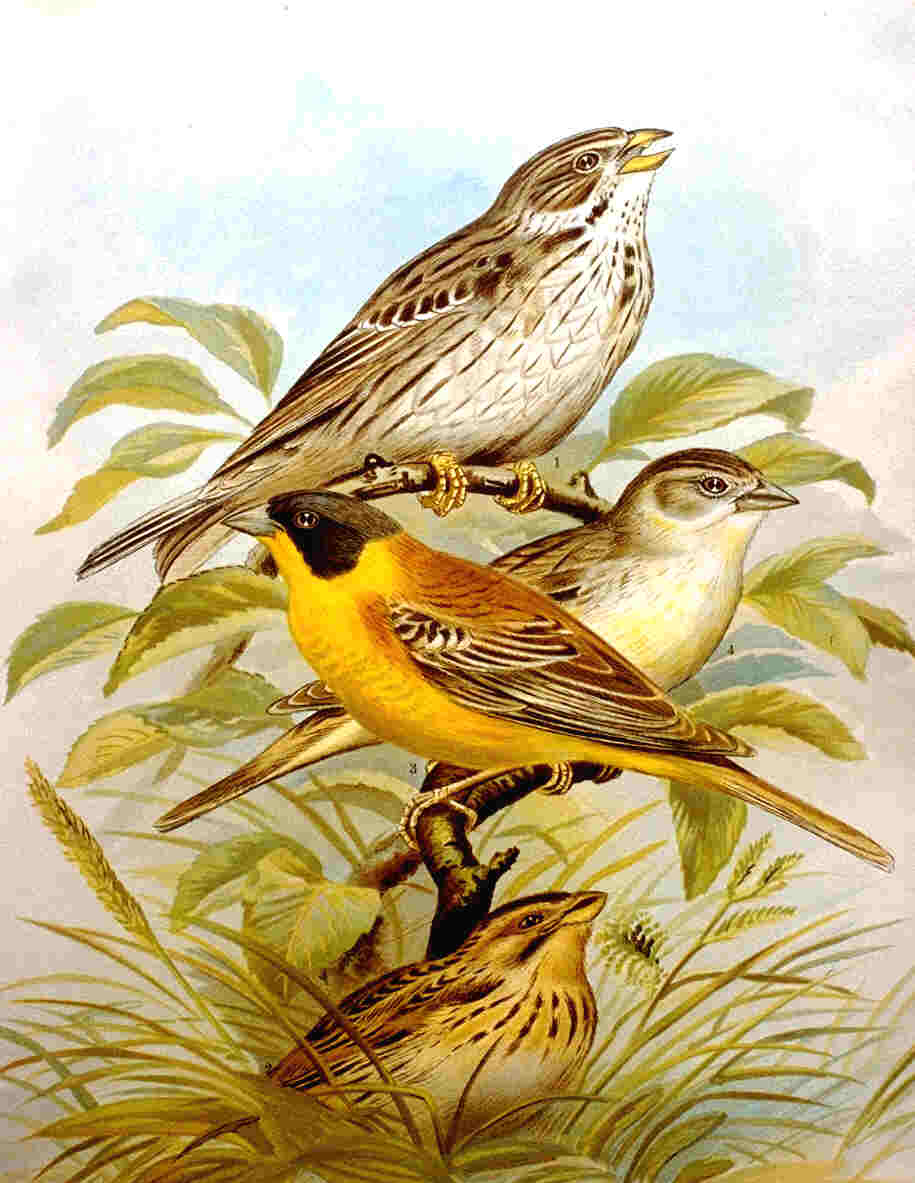
下がズグロチャキンチョウ